# Нечаев, Николай Иванович
Никола́й Ива́нович Неча́ев (31 октября (12 ноября) 1875 — 2 сентября 1954) — русский общественный деятель и политик, член IV Государственной думы от Воронежской губернии.

## Биография
Потомственный почётный гражданин. Землевладелец Воронежской и Тамбовской губерний (641 и 656 десятин), домовладелец (дом в Боброве).
Окончил Лицей цесаревича Николая (1894) и Императорский Московский университет.
По окончании университета посвятил себя общественной деятельности в родной губернии. Избирался почетным мировым судьей, гласным и председателем Бобровской городской думы, председателем Бобровской уездной земской управы.
На выборах в IV Государственную думу состоял выборщиком по Бобровскому уезду от съезда землевладельцев. 18 декабря 1914 года на дополнительных выборах от общего состава выборщиков был избран вместо Т. Д. Попова. Входил во фракцию земцев-октябристов. Состоял членом комиссий: по народному образованию, по городским делам, по запросам и по местному самоуправлению. Был членом Прогрессивного блока.
В феврале 1917 года выехал в Воронежскую губернию, участвовал в частном совещании гласных Воронежской городской думы. 
В феврале 1920 года эввкуирован из Новороссийска. В эмиграции во Францию. Участвовал в церковной жизни Александро-Невского собора в Париже и в Сент-Женевьев-де-Буа. Состоял председателем Объединения бывших воспитанников Императорского лицея цесаревича Николая, был основателем Общества друзей и почитателей И. С. Шмелева (1953).
Скончался в 1954 году в Париже. Похоронен на кладбище Сент-Женевьев-де-Буа.

## Семья
Был женат, имел троих детей.